# Bieszczady Rzeszów
WKS Bieszczady Rzeszów – polski wielosekcyjny wojskowy klub sportowy z siedzibą w Rzeszowie.
Klub istniał w okresie PRL. W latach 60. WKS Bieszczady Rzeszów został przyłączony do Resovii, a zawodnicy odbywający służbę wojskową zasilili sekcje tego klubu, w tym piłkarską.

## Boks
Drużyna pięściarska WKS Bieszczady pod kierunkiem trenera Stanisława Wisza uzyskała awans do II ligi, w której występowała w latach 1962-1967. Pięściarzami klubu byli m.in. Ryszard Długosz, Stanisław Dragan, Jan Dynia, Jan Kokoszka, Lucjan Trela.

## Piłka nożna
Drużyna piłkarska występowała w IV oraz w III lidze. W edycji Pucharu Polski 1961/1962 dotarła do 1/16 finału.
Piłkarzem klubu był m.in. Marian Ostafiński.

## Inne sekcje
W klubie działały także sekcje: piłki ręcznej mężczyzn (drużyna występowała w lidze okręgowej) oraz strzelecka, należąca do czołowych zespołów w okręgu.